# Menesia signifera
Menesia signifera es una especie de escarabajo longicornio del género Menesia, categorizada en la tribu Saperdini, de la subfamilia Lamiinae. Fue descrita por Thomson en 1865.

## Descripción
Mide 7,5-8 mm de longitud.

## Distribución
Se distribuye por Malasia.